# Kamp Beugelen

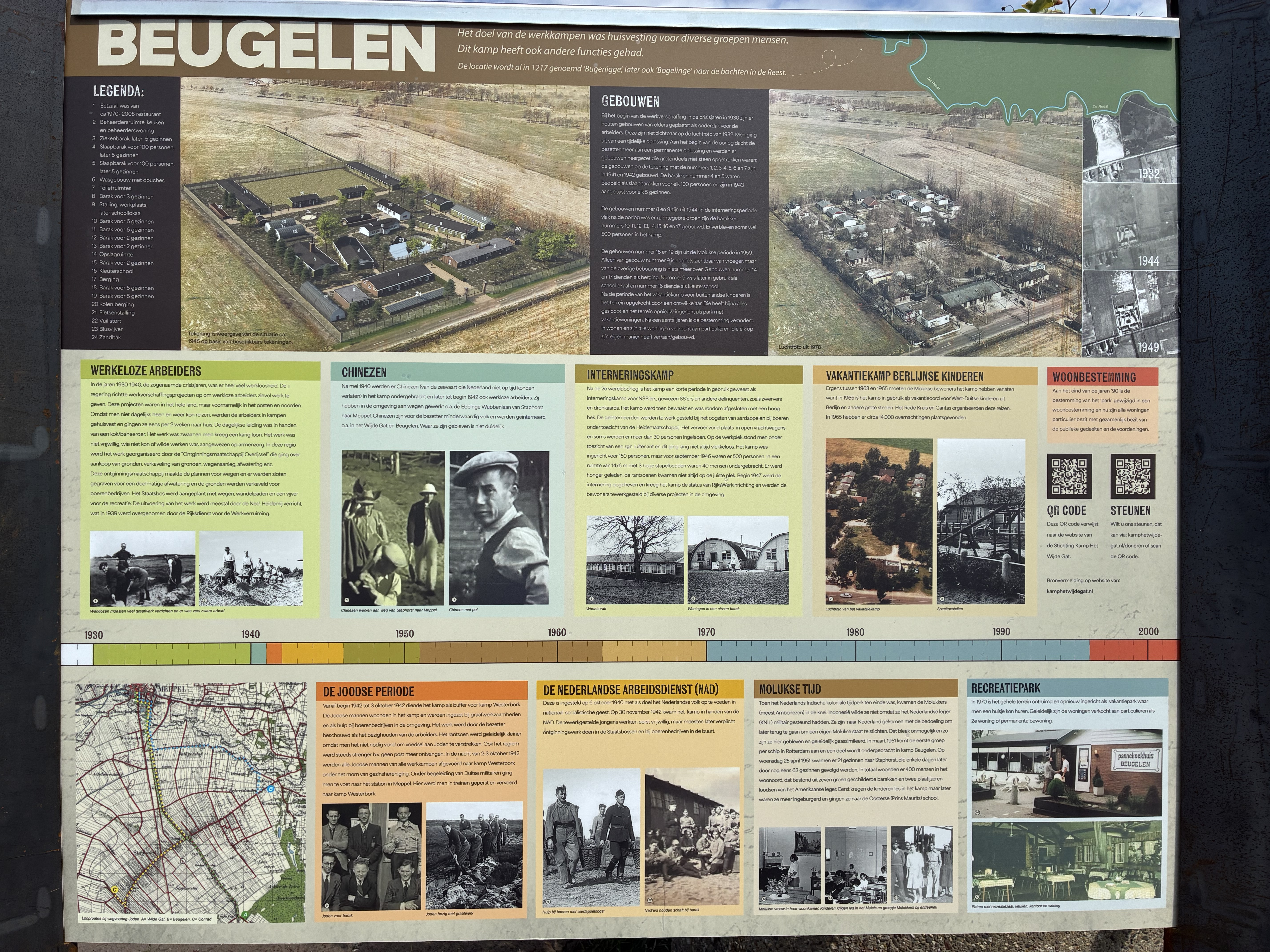
Stichting Het Wijde Gat plaatst een informatiebord bij het voormalige werkkamp Beugelen

Kamp Beugelen, bij Staphorst, was een werkkamp dat in de jaren '30 van de 20e eeuw gebouwd werd in het kader van de werkverschaffing.

## Aanvang
Kamp Beugelen was gelegen aan de Gemeenteweg bij het dorp Staphorst. Het werd in 1939 door de Rijksdienst voor de Werkverruiming overgenomen. Na mei 1940 zijn er enige tijd Chinezen die Nederland niet tijdig hadden kunnen verlaten in het kamp geïnterneerd geweest. Zij hebben aan de wegen in de omgeving gewerkt. Daarna verbleven er tot begin januari 1942 werkeloze Nederlanders. Zij moesten helpen bij de aanleg van staatsbos. Het kamp bood ruimte aan 96 mannen. Leider van het kamp was een kok-beheerder.

## Joodse periode
Vanaf januari 1942 tot de nacht van 2 op 3 oktober (Jom Kipoer) van dat jaar is het kamp in gebruik geweest als werkkamp voor Joodse mannen die werden ingezet bij graafwerkzaamheden. Het werk werd beschreven als bezighouderij. Het redelijke rantsoen werd na enige tijd aanmerkelijk kleiner, omdat de bezetter het niet nodig vond om voldoende voedsel aan Joodse mensen te verstrekken. In genoemde nacht zijn alle Joodse mannen uit de werkkampen, zo ook die uit Kamp Beugelen, naar Kamp Westerbork afgevoerd. Hen was wijs gemaakt dat daar gezinshereniging zou plaatsvinden. Het ging te voet naar station Meppel, vanwaar de reis met de trein werd vervolgd.

## Latere periode
Op een kaart met vestigingsplaatsen van de Nederlandse Arbeidsdienst (NAD), die is gedateerd op 30 november 1942, staat Beugelen vermeld als nieuw kamp van de Nederlandse Arbeidsdienst. In 1944 werd het kamp nog gebruikt door de Nederlandse Arbeidsdienst. De tewerkgestelde jongens moesten ontginningswerk doen in de staatsbossen. Eind augustus van dat jaar overleefde de kampcommandant hopman Blom ternauwernood een aanslag op zijn leven. Een twintigtal Staphorsters werd als represaille opgepakt en gegijzeld. Deze zijn later via Kamp Amersfoort afgevoerd naar concentratiekamp Neuengamme.

## Na de Tweede Wereldoorlog
Het kamp is na de Tweede Wereldoorlog korte tijd in gebruik geweest als interneringskamp voor NSB'ers. Daarna werd het voor de opvang van Molukkers gebruikt en later heeft het als vakantiekamp voor Berlijnse kinderen dienstgedaan. Het complex kamp is tot in de jaren 1970 als commercieel vakantieoord in gebruik geweest. De barakken waren deels afgebroken waardoor er rijen losstaande huisjes voor 4 à 5 personen ontstonden. De huisjes raakten uiteindelijk buiten gebruik en werden gesloopt.
Op de plek waar kamp Beugelen heeft gestaan zijn nu huizen, alleen een bordje aan de Gemeenteweg met de tekst 'Hier stond kamp Beugelen' herinnert nog aan de plek.
Op 2 Juli 2025 is een informatiebord bij het voormalige kamp geplaatst. Dit is onthuld door de wethouder van Staphorst in het bijzijn van oud kampbewoners en familie van Joodse gevangen. Het bord is geplaats door de stichting "Kamp Het Wijde Gat".